# Draco quinquefasciatus
Draco quinquefasciatus là một loài thằn lằn trong họ Agamidae. Loài này được Hardwicke & Gray mô tả khoa học đầu tiên năm 1827.